# Edward Zieliński (piłkarz)
Edward Zieliński (ur. 6 kwietnia 1926 w Kaliszu, zm. 18 marca 1994 tamże) – polski piłkarz, trener.
Zieliński był wychowankiem Prosny Kalisz, w której grał w latach 1938–1945 z przerwą na czas trwania II wojny światowej. Okupację spędził w Rzeszy na przymusowych pracach. W październiku 1949 roku Zieliński trafił do Legii Warszawa na ostatni mecz ligowy przeciwko AKS-owi Chorzów, zaś w 1955 roku zdobył z nią mistrzostwo Polski. W trakcie sezonu 1955 odszedł do ŁKS-u Łódź, dla którego występował przez dwa lata. W latach 1956–1957 Zieliński grał w macierzystej Prośnie Kalisz, natomiast karierę zakończył będąc zawodnikiem Tura Turek.
Po zakończeniu kariery piłkarskiej był trenerem Prosny Kalisz, Calisii Kalisz i Tura Turek. Z wykształcenia był technikiem mechanikiem.